# Cordonbleu violacé
Granatina ianthinogaster
Espèce
Statut de conservation UICN

 LC  : Préoccupation mineure
Le Cordonbleu violacé (Granatina ianthinogaster) est une espèce de passereau appartenant à la famille des Estrildidae.

## Description

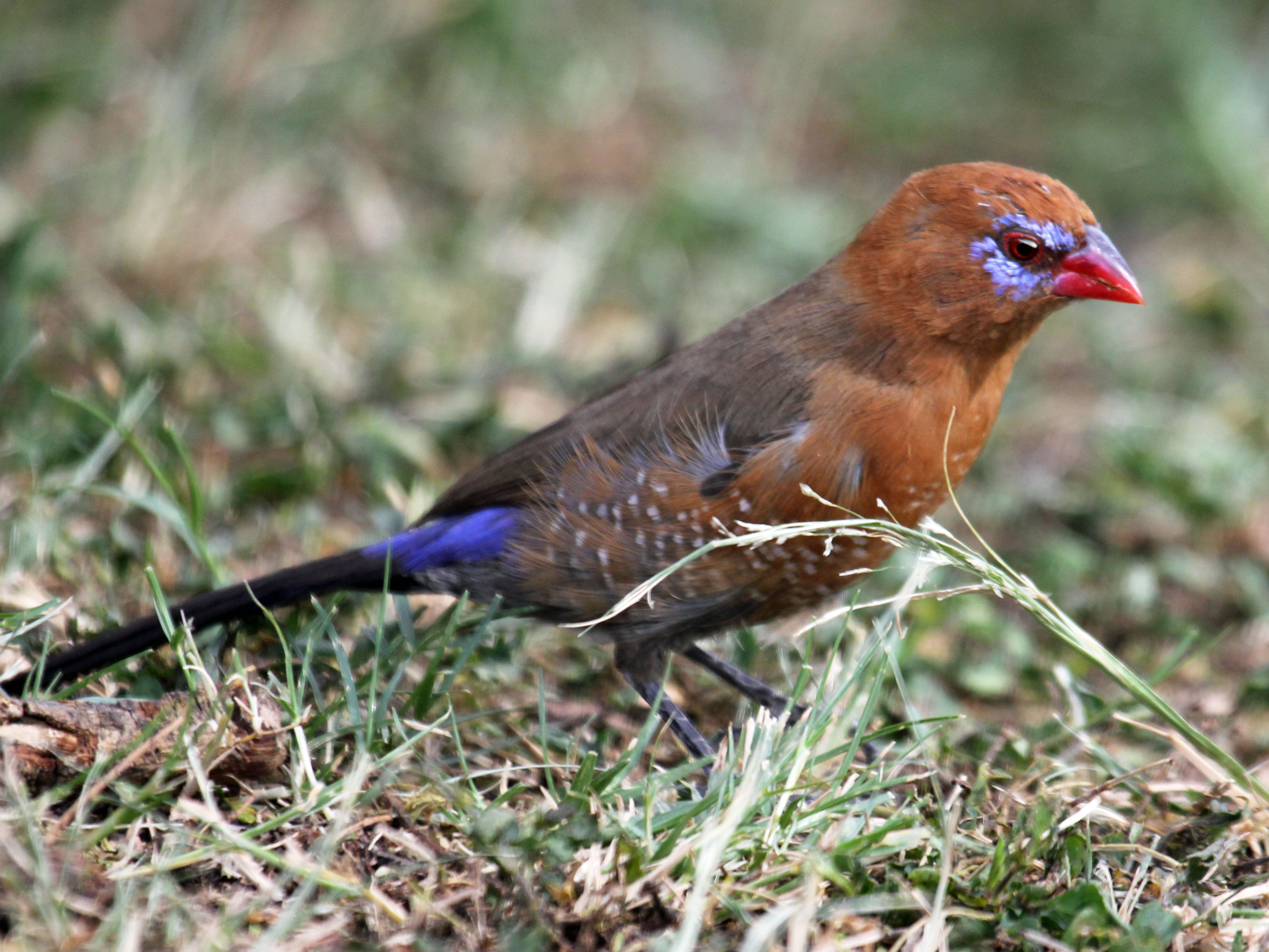
une femelle (réserve nationale du Masai Mara)

Sa longueur moyenne est de 13,3 cm. Les deux sexes à tous les âges ont une queue noire et les adultes ont un bec rouge. Le mâle a la tête et le cou cannelle avec une tache bleue qui entoure les yeux. Le croupion est bleu violacé et les parties inférieures sont bleu-violet avec des taches rousses variables. La femelle est plus petite et le plus souvent brun cannelle avec du blanc sur le dessous et une tache bleu argenté au niveau des yeux. Les juvéniles sont comme les femelles, mais surtout fauve brun avec un bec brun-roux.
Son chant (au Kenya) est décrit comme un aigu, mince chit-cheet tsereea-ee-ee tsit-tsit ou cheerer cheet tsee-tsee sur-chit.

## Répartition
Cet oiseau vit en Éthiopie, au Kenya, en Ouganda, en Somalie, au Soudan et en Tanzanie.